# Selfridges
Selfridges, также известная как Selfridges & Co. ― сеть элитных универмагов в Великобритании, управляемая канадской группой Selfridges Retail Limited. Она была основана Гарри Гордоном Селфриджем в 1908 году. Флагманский магазин на лондонской Оксфорд-стрит является вторым по величине магазином в Великобритании (после Harrods) и открылся 15 марта 1909 года. Другие магазины Selfridges открылись в Траффорд-центре и на Биржевой площади в Манчестере, а также в Бирмингеме.

## История

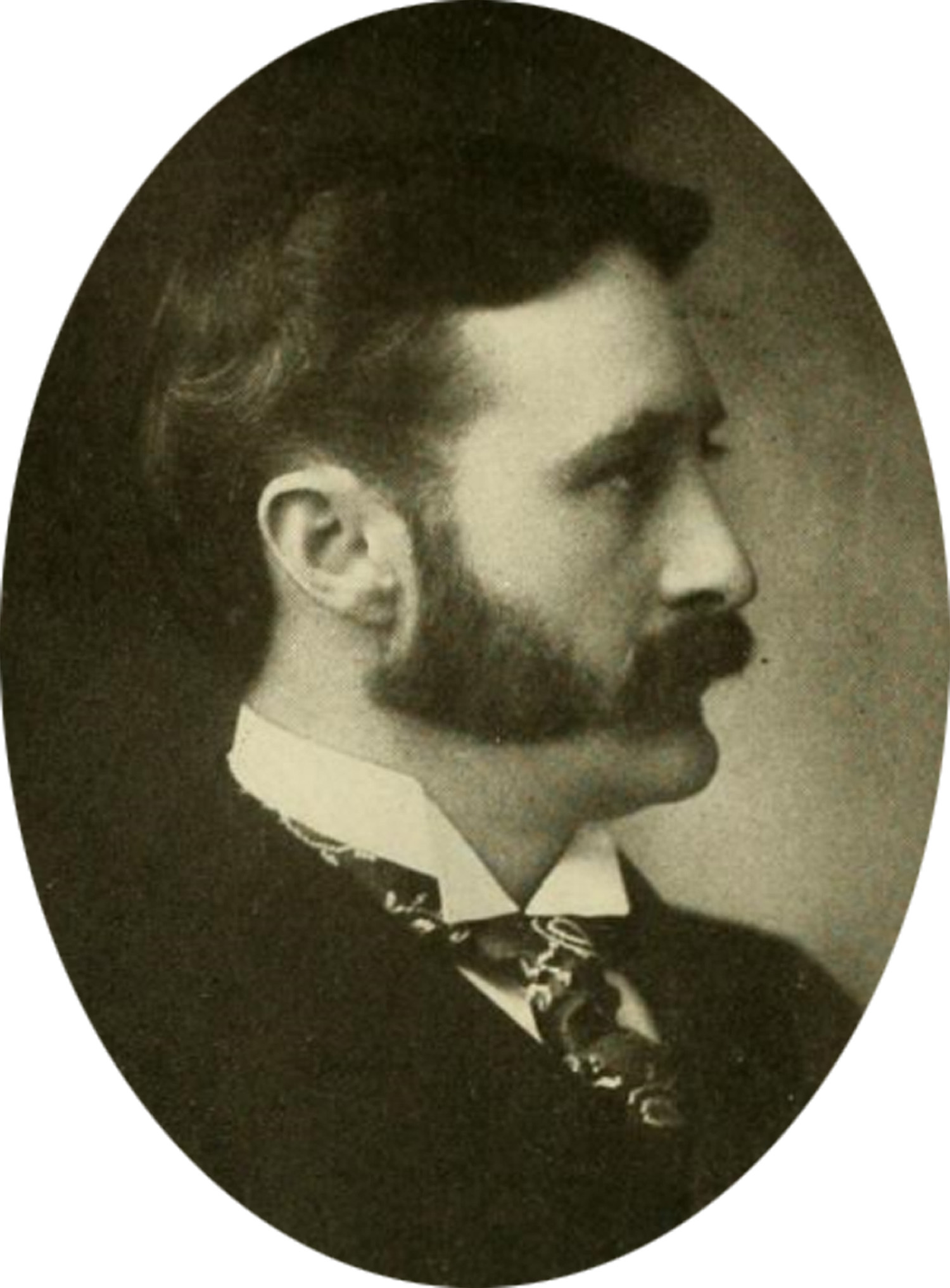
Гарри Гордон Селфридж, 1880 год

Основой успеха Гарри Гордона Селфриджа был его неустанный инновационный маркетинг, который был тщательно выражен в его магазине на Оксфорд-стрит. Будучи родом из Америки, Селфридж попытался опровергнуть идею о том, что потребительство было чисто американским явлением. Он попытался превратить шопинг в весёлое приключение и форму досуга вместо рутинной работы, превратив универмаг в социальную и культурную достопримечательность, которая предоставила женщинам общественное пространство, в котором они могли чувствовать себя комфортно и баловать себя. Подчёркивая важность создания благоприятной атмосферы, он разместил товары на витрине, чтобы покупатели могли их изучить, переместил высокодоходный парфюмерный прилавок в центр на первом этаже и установил правила, которые сделали покупки безопасными и лёгкими для покупателей. Эти правила были переняты современными универмагами по всему миру.

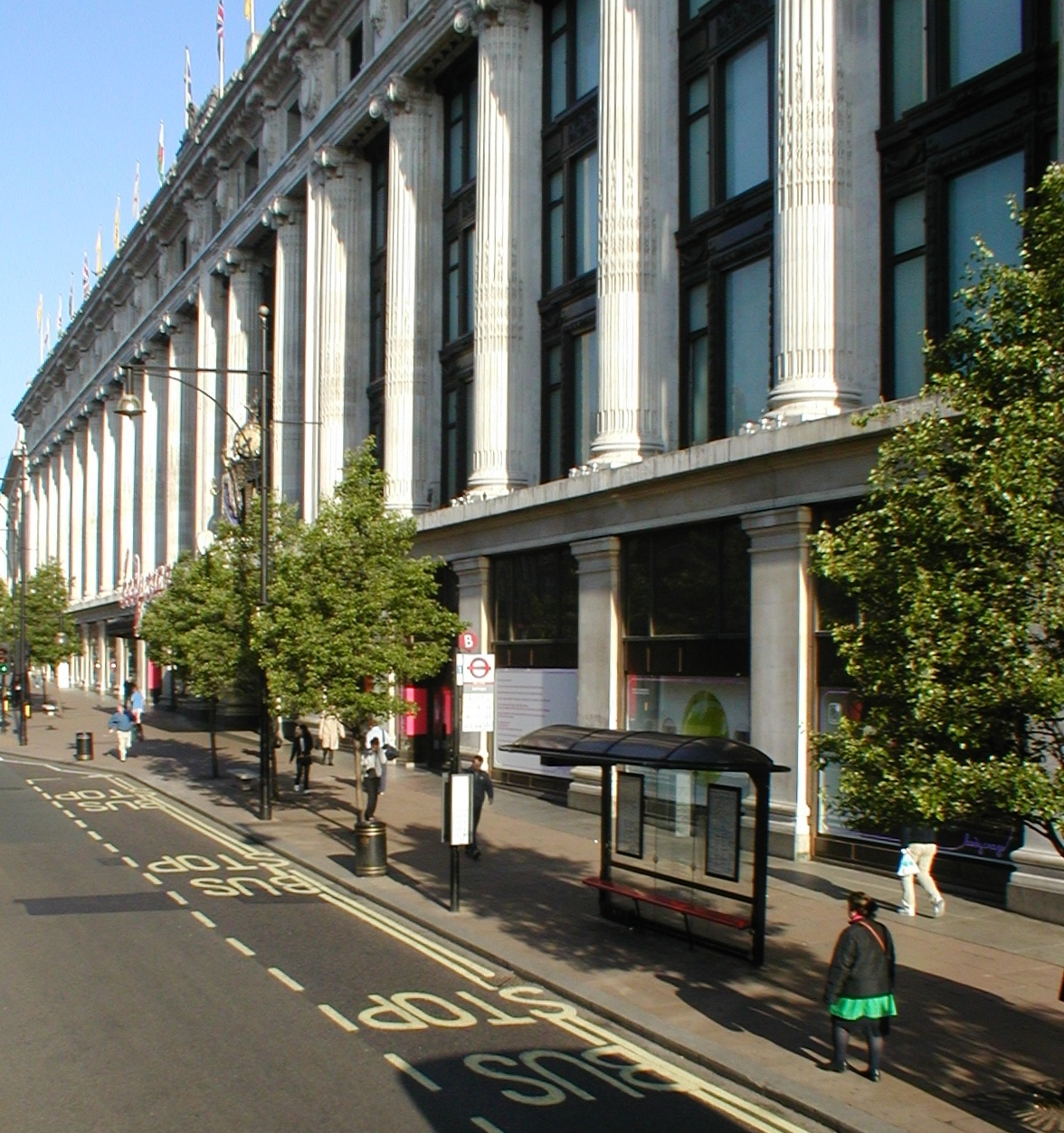
Магазин Selfridges в Лондоне

Считается, что либо Селфридж, либо Маршалл Филд придумали фразу «клиент всегда прав». Селфридж регулярно использовал её в своей рекламе. Он привлекал покупателей образовательными и научными экспонатами и сам интересовался образованием и наукой, полагая, что выставки познакомят потенциальных новых клиентов с Selfridges и, таким образом, обеспечат как быстрые, так и долгосрочные продажи.
В 1909 году, после первого полёта через Ла-Манш, моноплан Луи Блерио был выставлен на выставке в Selfridges, где его увидели 12 000 человек. Джон Лоуги Бэрд провёл первую публичную демонстрацию движущихся силуэтных изображений по телевидению с первого этажа Selfridges с 1 по 27 апреля 1925 года.
В 1920-х и 1930-х годах на крыше магазина располагались террасные сады, кафе, поле для мини-гольфа и оружейный клуб. Крыша, с которой открывался обширный вид на Лондон, была обычным местом для прогулок после похода по магазинам и часто использовалась для показов мод. Во время Второй мировой войны подвал магазина использовался в качестве бомбоубежища, и во время налётов сотрудники обычно высматривали зажигательные бомбы и дежурили по очереди.
Сейсмограф Милна-Шоу был установлен на третьем этаже магазина на Оксфорд-стрит в 1932 году, прикреплённый к одной из главных опор здания, где он оставался незатронутым движением или покупателями. Он успешно зафиксировал бельгийское землетрясение 11 июня 1938 года, которое также ощущалось в Лондоне. В 1947 году он был передан Британскому музею.

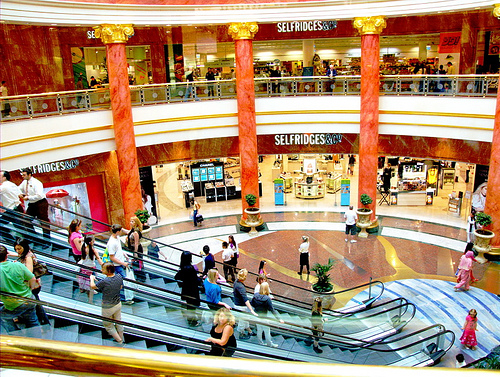
Магазин Selfridges в Траффорд-центре, который открылся в 1998 году

В 1926 году Selfridges основала компанию Selfridge Provincial Stores company, которая с годами расширилась и включила в себя шестнадцать провинциальных магазинов, но в 1940 году они были проданы партнёрству Джона Льюиса. Сеть универмагов Lewis из Ливерпуля приобрела оставшийся магазин на Оксфорд-стрит в 1951 году, расширив бренд, добавив Moultons of Ilford, купленный у конкурирующей сети R H O Hills, и переименовав магазин Selfridges.
В 1965 году бизнес был приобретён компанией Sears Group, принадлежащей Чарльзу Клору. Под руководством Sears group открылись филиалы в Илфорде и Оксфорде, причём последний оставался Selfridges до 1986 года, когда Sears переименовал его в магазин Льюиса. В 1990 году Sears Holdings отделила Selfridges от Lewis’s и год спустя назначила Льюиса в администрацию. В марте 1998 года Selfridges приобрела свой нынешний логотип в тандеме с открытием магазина Manchester Traffic Centre и отделением Selfridges от Sears.
В сентябре 1998 года Selfridges расширилась и открыла универмаг в недавно открывшемся Траффорд-центре в Большом Манчестере. После своего успеха Selfridges объявила, что откроет дополнительный магазин площадью 125 000 квадратных футов (11 600 м2) на Биржевой площади в центре Манчестера. Магазин на Биржевой площади открылся в 2002 году, когда центр Манчестера начал приходить в норму после взрыва в Манчестере в 1996 году. Магазин площадью 260 000 квадратных футов (24 000 м2) открылся в 2003 году на Бирмингемской арене.

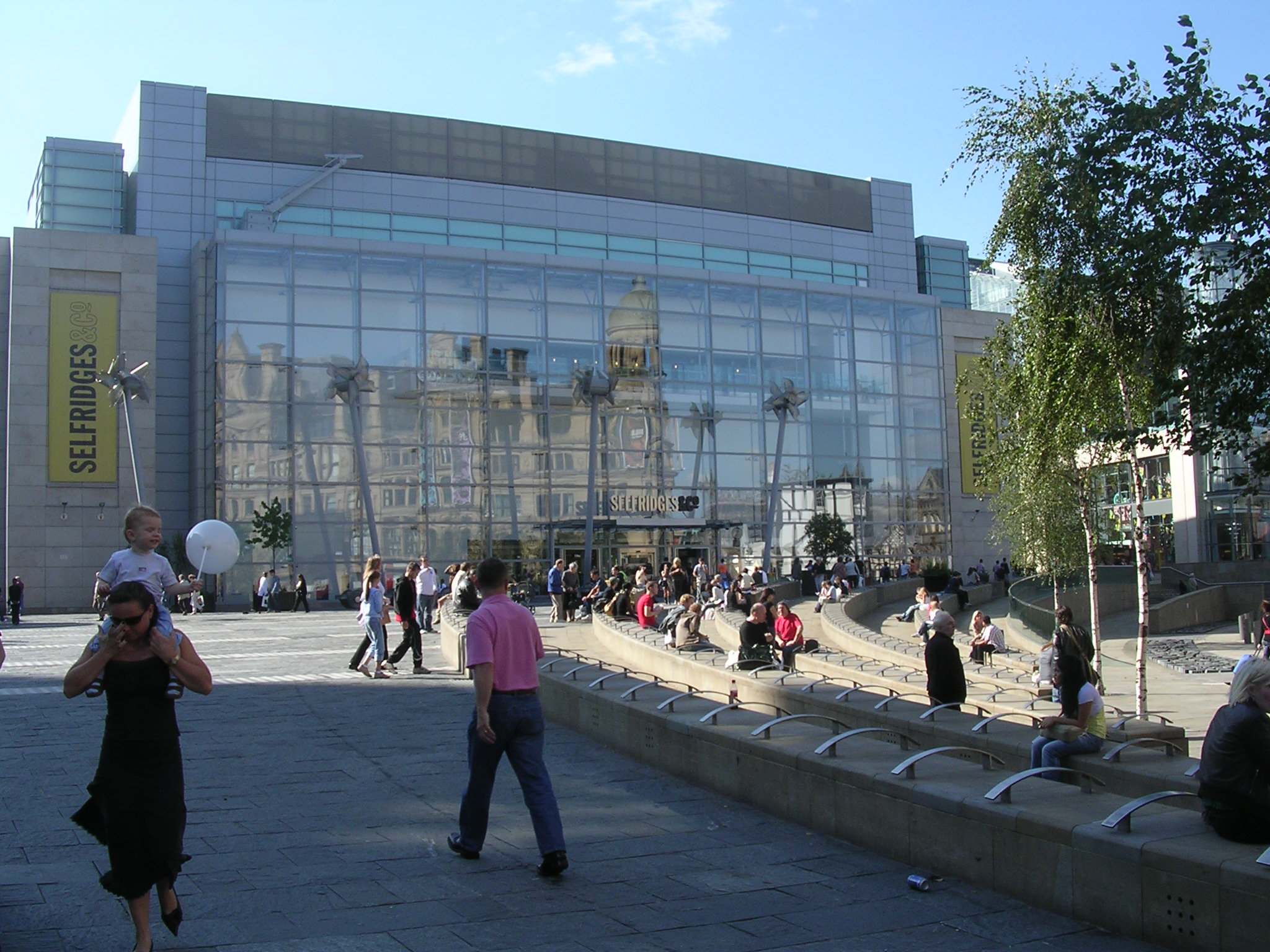
Магазин Selfridges в Манчестере

В 2003 году сеть была приобретена канадской компанией Galen Weston за 598 миллионов фунтов стерлингов и стала частью Selfridges Group, в которую также входят Браун Томас и Арноттс в Ирландии, Холт Ренфрю в Канаде и де Биенкорф в Нидерландах. Уэстон, эксперт по розничной торговле, который также является владельцем крупных сетей супермаркетов в Канаде, решил инвестировать в реконструкцию магазина на Оксфорд-стрит, а не создавать новые магазины в других британских городах, кроме Манчестера и Бирмингема. Саймон Форстер является управляющим директором Selfridges, в то время как Энн Питчер является управляющим директором Selfridges Group.
В августе 2020 года, в трудное для британской розничной торговли время, Selfridges предложила предметы роскоши в аренду социально сознательным клиентам. Магазин сотрудничал с HURR, онлайн-платформой по прокату модной одежды, предлагающей прокат 100 товаров от более чем 40 модных брендов на срок до 20 дней.
Семья Уэстон выставила бизнес Selfridges на аукцион в июле 2021 года, его оценочная стоимость составила 4 миллиарда фунтов стерлингов. Распродажа включает в себя все его магазины, включая флагманский магазин на Оксфорд-стрит и торговые точки по всему миру.

## Архитектура
Магазины Selfridges известны своими архитектурными инновациями и совершенством и сами по себе являются туристическими достопримечательностями. Оригинальный лондонский магазин был спроектирован Дэниелом Бернхемом, который также создал главный магазин Marshall Field в своём родном городе Чикаго. Бернем был ведущим американским дизайнером универмагов того времени и работал в Бостоне, Нью-Йорке и Филадельфии.
Лондонский магазин строился поэтапно. Первая фаза состояла только из девяти с половиной отсеков, ближайших к углу Дьюк-стрит, и является примером одного из самых ранних применений каркасной конструкции из стальных каркасов для зданий такого типа в Лондоне. Это обстоятельство, согласно отчёту современного лондонского корреспондента из Chicago Tribune, в значительной степени способствовало тому, что в конечном итоге стало возможным широкое использование чикагской системы каркаса в Великобритании. Схема возведения массивной башни над магазином так и не была реализована.
Также в проектировании магазина принимали участие американский архитектор Фрэнсис Суэйлс, работавший над декоративными деталями, и британские архитекторы Р. Фрэнк Аткинсон и Томас С. Тейт. Характерная полихромная скульптура над входом на Оксфорд-стрит ― работа британского скульптора Гилберта Байеса.
Газета Daily Telegraph назвала Selfridges лучшим универмагом в мире в 2010 году.

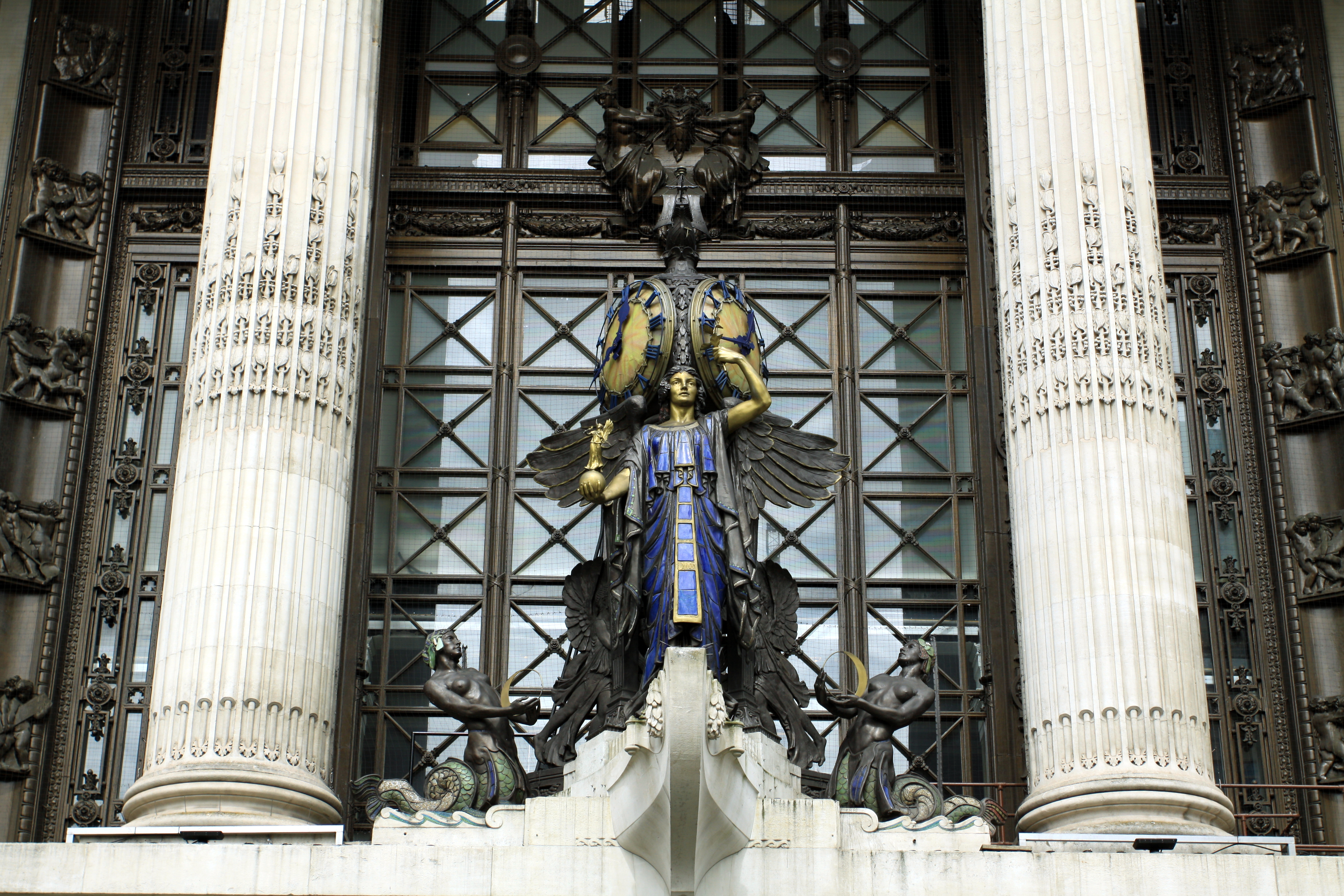
Деталь скульптуры над входом в лондонский магазин

Магазин в Траффорд-центре известен использованием камня и мрамора. Каждый из пяти этажей магазина Exchange Square в центре Манчестера был спроектирован отдельным архитектором и имеет неповторимый дизайн. В декабре 2009 года официальные представители магазина объявили, что он будет отремонтирован за 40 миллионов фунтов стерлингов. Было объявлено, что в магазине будут представлены художественные инсталляции с использованием светодиодного освещения, которое будет проецироваться снаружи здания в ночное время.
Магазин в Бирмингеме, спроектированный архитекторами Future Systems, покрыт 15 000 вращающимися алюминиевыми дисками на фоне синего цвета Ива Кляйна. С момента своего открытия в 2003 году магазин в Бирмингеме ежегодно упоминается отраслевым журналом Retail Week как один из 100 магазинов мира, который стоит посетить. Здание также включено в качестве обоев рабочего стола в тему «Архитектура» в Windows 7.

## Витрины

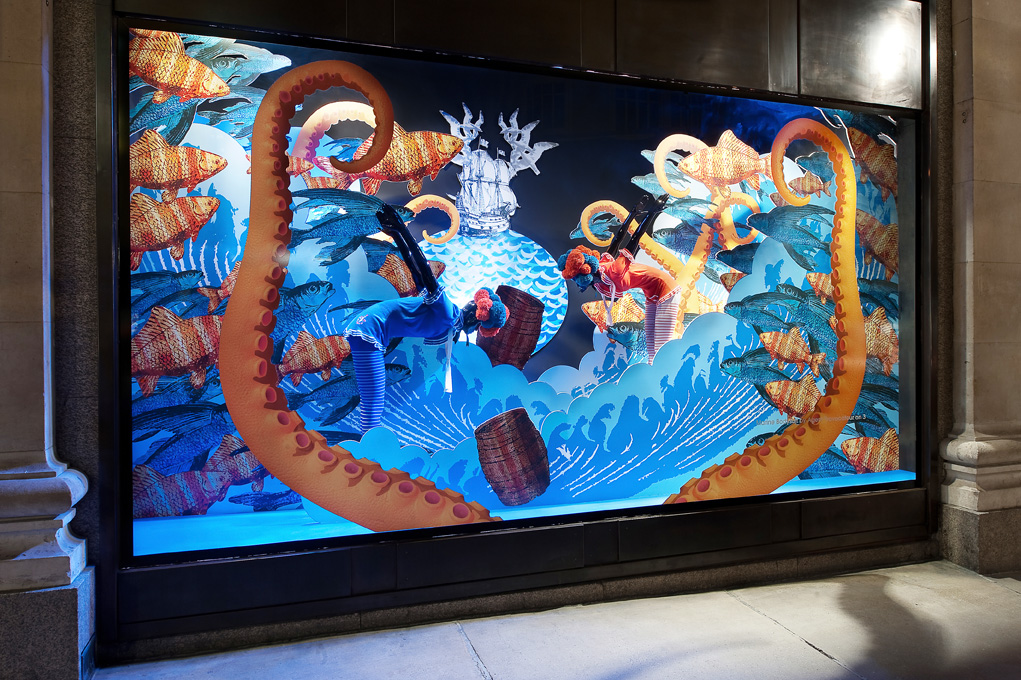
Витрина Selfridges

Витрины Selfridges также стали синонимом бренда и в определённой степени стали такими же известными, как сама компания. Сам Селфридж сравнил поход по магазинам с посещением театра и призвал своих клиентов также установить эту связь, закрыв свои витрины шёлковыми занавесками, прежде чем драматично раскрыть витрины в день открытия. Витрины неизменно привлекают туристов, дизайнеров и модников, желающих полюбоваться современным дизайном, стилем и модными тенденциями. С 2002 года витрины были сфотографированы лондонским фотографом Эндрю Мередитом и опубликованы в таких журналах, как Vogue, Dwell, Icon, Frame, Creative Review, венгерский журнал Stylus, Неделя дизайна, Harper’s Bazaar, New York Times, WGSN, а также во многих мировых СМИ, включая всемирную прессу, журналы, блоги и книги.